# Ленинград (противолодъчен крайцер, 1966)
Ленинград е вторият и последен противолодъчен крайцер (ПКР) на ВМФ на СССР от проекта 1123. Екипажът на крайцера се води войскова част 60009.

## История на строителството
Приемният акт за предаването на ПКР „Ленинград“ на Военноморския флот на СССР е подписан на 22 април 1969 г.

## История на службата
След предаването на ПКР „Ленинград“ на Военноморския флот на СССР кораба влиза в състава на 21-ва бригада противолодъчни кораби на Черноморския флот.
На 20 март 1970 г. корабът (бордов № 848) излиза за първата си бойна служба в Средиземно море и Атлантическия океан. За 77 денонощия на далечния поход крайцера изминава около 20 хил. мили и взема участие в широкомащабните учения на ВМФ на СССР „Океан“ в Атлантическия океан.
На 4 август 1971 г. ПКР „Ленинград“ е посетен от Генералния секретар на ЦК на КПСС Леонид Брежнев с члена на Политбюрото на ЦК на КПСС, Министъра на отбраната на СССР Маршала на Съветския съюз А.А. Гречко, Главнокомандващия ВМФ на СССР Адмирала на Флота на Съветския съюз С.Г. Горшков и ръководителите на пет от страните-участници във Варшавския договор (Полша, ГДР, Румъния, България и Албания). Делегацията прави преход от гр. Севастопол до гр. Ялта с показателни стрелби от РПК-1 „Вихрь“, РБУ-6000 и АК-725.
През септември 1971 г. втора бойна служба в Средиземно море и Атлантическия океан. За 212 денонощия поход крайцерът (бордов № 845) посещава с дружествена визита порт Александрия (Египет), взема участие в ученията на ВМФ на СССР „Юг-71“ и „Вымпел“, а също участва в спасяването на авариралата ПЛ „К-19“ (първата съветска атомна ПЛ с балистични ракети от проекта 658) в Атлантическия океан и я съпровожда до гр. Североморск.
На 26 май 1972 г. пристига в гр. Севастопол и е поставен за текущ ремонт в Севморзавод „С. Орджоникидзе“ (№ 201 г. Севастопол).
Една от най-ярките страници в „биографията“ на ПКР „Ленинград“ е бойната операция по разминирането на Суецкия залив, изпълнена през 1974 г.
След изпълняването на поставената задача, ПКР „Ленинград“, на 6 декември 1974 г., се връща в Севастопол, посещавайки по пътя портовете Бербера (Сомалия), Порт Луи (Мавриций), Малабо (Екваториална Гвинея) и Дакар (Сенегал).
През 1975 и 1976 г. крайцерът излиза за продължителни (по шест месеца) бойни служби в Средиземно море, с визити в Александрия (Египет, 4 – 7 август 1975), Дубровник (Югославия, 30 октомври – 5 ноември 1975) и Сплит (Югославия, 14 – 19 октомври 1976).
След ремонт в ЧКЗ в Николаев (10 април 1977 – 18 септември 1978) ПКР „Ленинград“ има двумесечен поход в Средиземно море (1 юли – 31 август 1979), а след това – съвместено с бойната служба далечно плаване около Европа към Балтика и обратно (28 февруари – 26 август 1980). През юни крайцерът застава на бочка в Нева – това е първата и последна негова визита в града, в чест на който той получава своето име.
Доста продължителна е и последващата бойна служба. На 1 август 1981 г. „Ленинград“ отплава от Севастопол за Балтийско море, където взема участие в маневрите „Запад-81“ (15 август – 16 септември). След това той осъществява следене на чуждите подводници в Средиземно море, заедно със стражевия кораб „Безукоризненный“ има посещение в Алжир (Алжир) и се връща в главната база на ЧФ едва на 5 март 1982 г.
Четиринадесетата бойна служба (22 февруари – 16 юни 1984) преминава предимно в Атлантика. „Ленинград“ заедно със североморския ГПК „Удалой“ и танкера „Золотой Рог“ посещава Хавана (26 – 30 март 1984), а след това участва в съвместните съветско-кубински маневри в Мексиканския залив и в ученията „Заслон-84“ по откриване на атомни подводни лодки в открития океан.
В хода на следващата бойна служба (18 август – 6 ноември 1984) ПКР „Ленинград“ съвместно с ГПК „Красный Крым“ и съдове за поддръжка изпълнява правителствената задача по разминирането на акваторията на Червено море при бреговете на Йемен и Етиопия. Траленето се осъществява с вертолети Ми-14 и Ка-25. Със завършването на операциите крайцерът посещава порт Аден (Йемен, 8 – 28 септември 1984).
С връщането си крайцерът преминава текущ ремонт в Севморзавод (5 август – 9 септември 1985), а след това – в ЧКЗ в Николаев (25 декември 1985 – 25 август 1987), а след това има още две бойни служби в Средиземно море (26 ноември 1988 – 15 юни 1989 и 15 март – 22 юни 1990). Според плановете ПКР „Ленинград“ трябва да влезе за основен ремонт, но финансирането за флота към това време вече чувствително е съкратено…
На 24 юни 1991 г. корабът е изключен от състава на флота, а в навечерието на Новата година окончателно е разформирован екипажа. Церемонията по спускането на флага преминава на 5 декември 1992 г., след което разкомплектованият крайцер е отбуксиран далеч в Северната бухты – към причалите на Троицката балка. Там ПКР „Ленинград“ престоява още няколко години.
В нощта на 24 август 1995 г. корабът е отбуксиран за Индия, където в залива на град Аланг е разглобен за метал.

## Памет, отражение в културата и изкуството
- картината „Крайцерът „Ленинград“ на ученията „Океан““ (Н. Денисов, 1970)[9]
- Във финала на филма „Слушать в отсеках“ (1985 г.) е показан бордът на този крайцер с номера и името.